# 牆儀

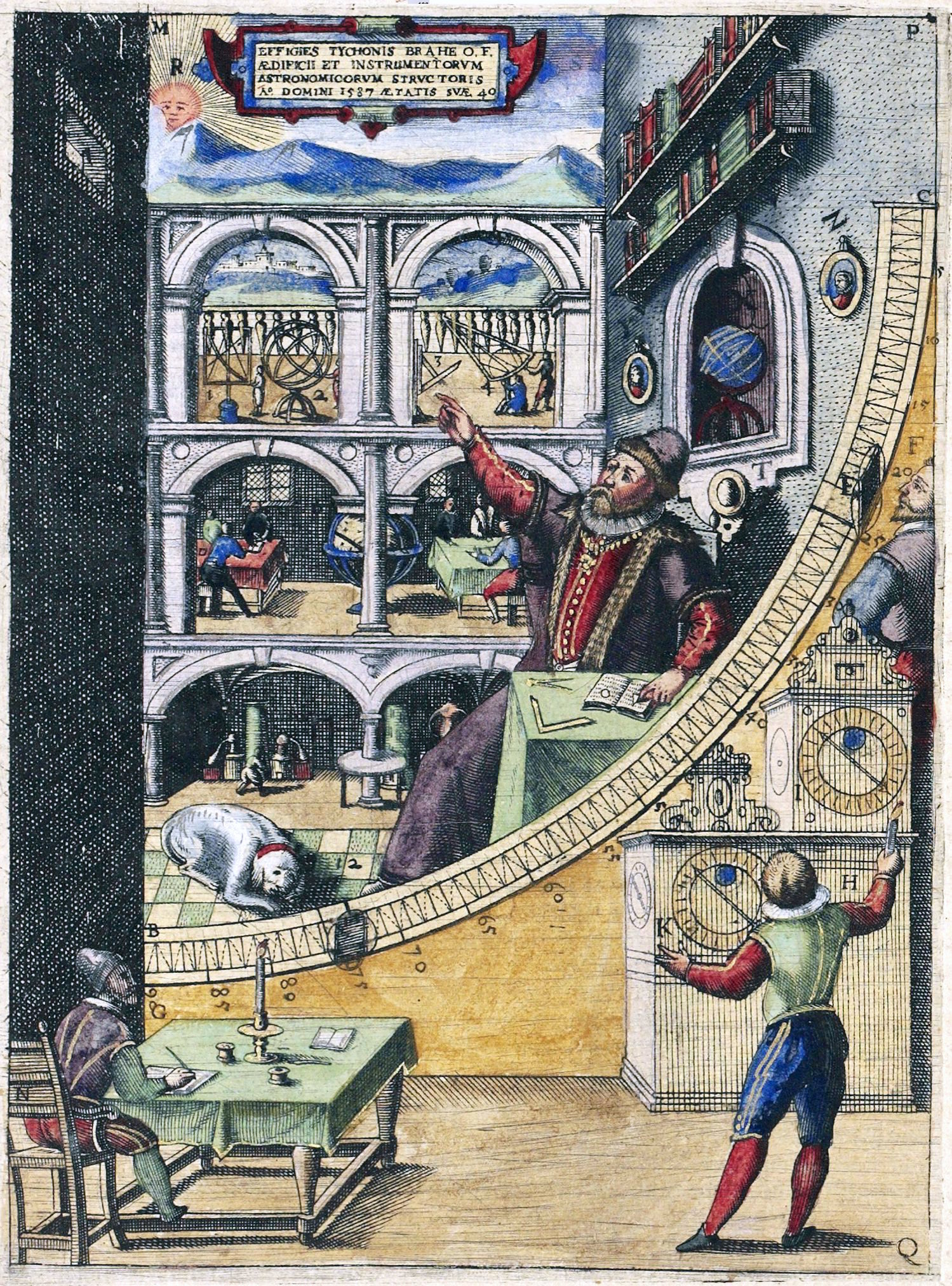
第谷·布拉厄的牆儀。

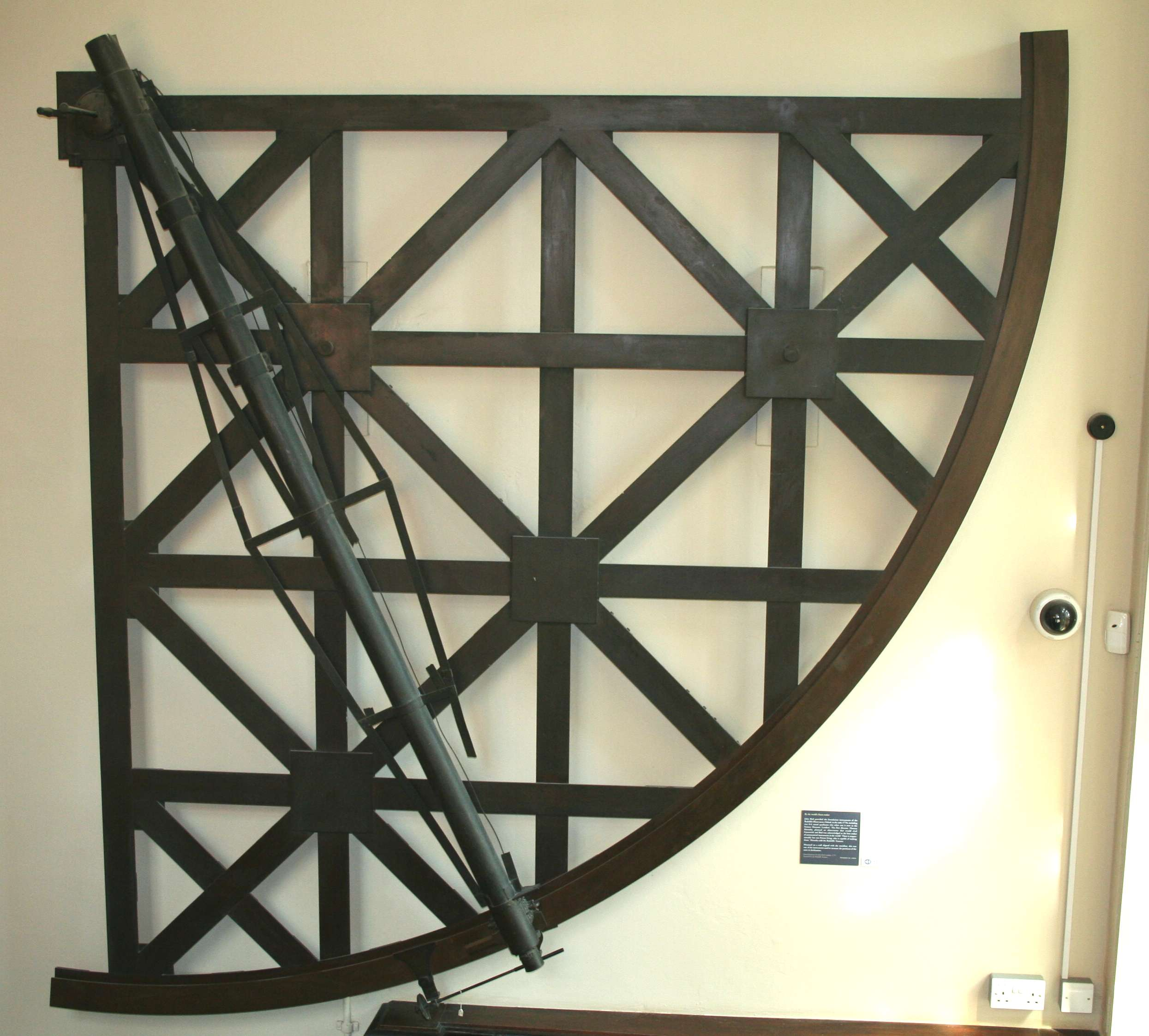
牆儀，是為安裝在牆上的框架而建造的。這架儀器由約翰·伯德 (天文學家)於1773年製造，現典藏於英國牛津的科學史博物館。

牆儀（英語：Mural instrument）是安裝在牆上或建造在牆內的角度測量儀器。出於天文學的目的，這些牆儀的朝向使它們精確地位於子午線上。一種量測0到90度角度的牆儀被稱為牆象限儀。它們在古埃及和古希臘被用作天文設備。愛德蒙·哈雷的中星儀中只有一根垂直線，由於他沒有助手，他只能使用喬治·格雷厄姆於1725年在格林威治皇家天文台建造的牆象限儀。詹姆士·布拉德雷在1742年6月15日，首次使用該牆象限儀進行了觀測。
牆象限儀被稱為18世紀（即1700的年代）天文台的「典型儀器」。這段期間，它在位置天文學領域嶄露頭角。

## 构造

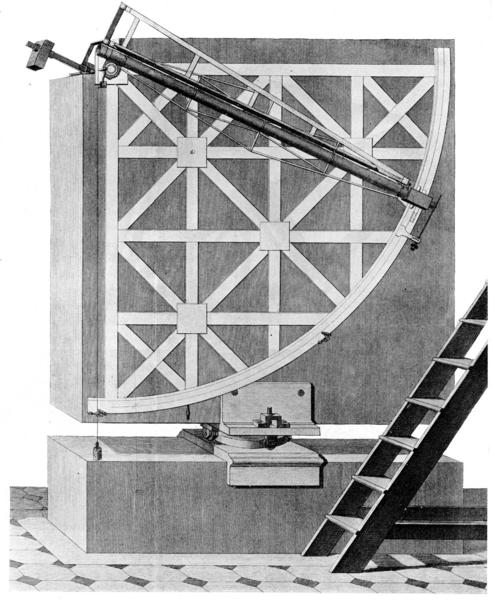
多年來，約翰·伯德 (天文學家)的牆象限儀一直是德國曼海姆天文台的主要儀器，如圖所示。

許多較舊的牆儀直接在牆面上作出標記，而更新的一些牆儀则是通过将精確製作的框架固定于牆上而构成。
弧用分度標記，幾乎總是以度和度數的分數表示。在最古老的儀器中，指示器放置在弧的中心。觀察者可以沿著弧線移動帶有第二個指示器的設備，直到可移動設備的指示器通過弧線中心的指示器的視線與天體對齊。然後讀取角度，得到物體的仰角或高度。在較小的儀器中，可以使用照準儀。更現代的牆儀會使用帶十字線目鏡的望遠鏡來觀察物體。
歷史上，建造了許多牆象限儀，使觀察者能够量測90°範圍的仰角。還有讀數為60°六分儀 (天文學)#牆六分儀|牆六分儀。
17世紀的牆象限儀以其費用而聞名，佛蘭斯蒂德的1689年牆象限儀成本為相当于2021年的£23,152，愛德蒙·哈雷的1725牆象限儀成本超過相当于2021年的£31,685。大型固定象限儀比典型的可擕式象限儀更貴，博德2英尺象限儀的價格為70畿尼或相当于2021年的£11,644。

## 使用方法
為了量測天體，例如恆星的位置，除了牆儀外，觀察者還需要一個恆星時鐘。隨著時鐘量測時間，儀器可以觀察感興趣的恆星，當它穿過一個指示器，表明它正在通過子午線。此時，時鐘上的時間以及恆星的仰角都會被記錄下來。這產生了儀器座標中的位置。如果儀器的弧度沒有相對於天球赤道標記，則會根據差異校正仰角，從而得到恆星的赤緯。如果恆星時鐘與恆星精確同步，則時間直接產生赤經。

## 著名的牆儀

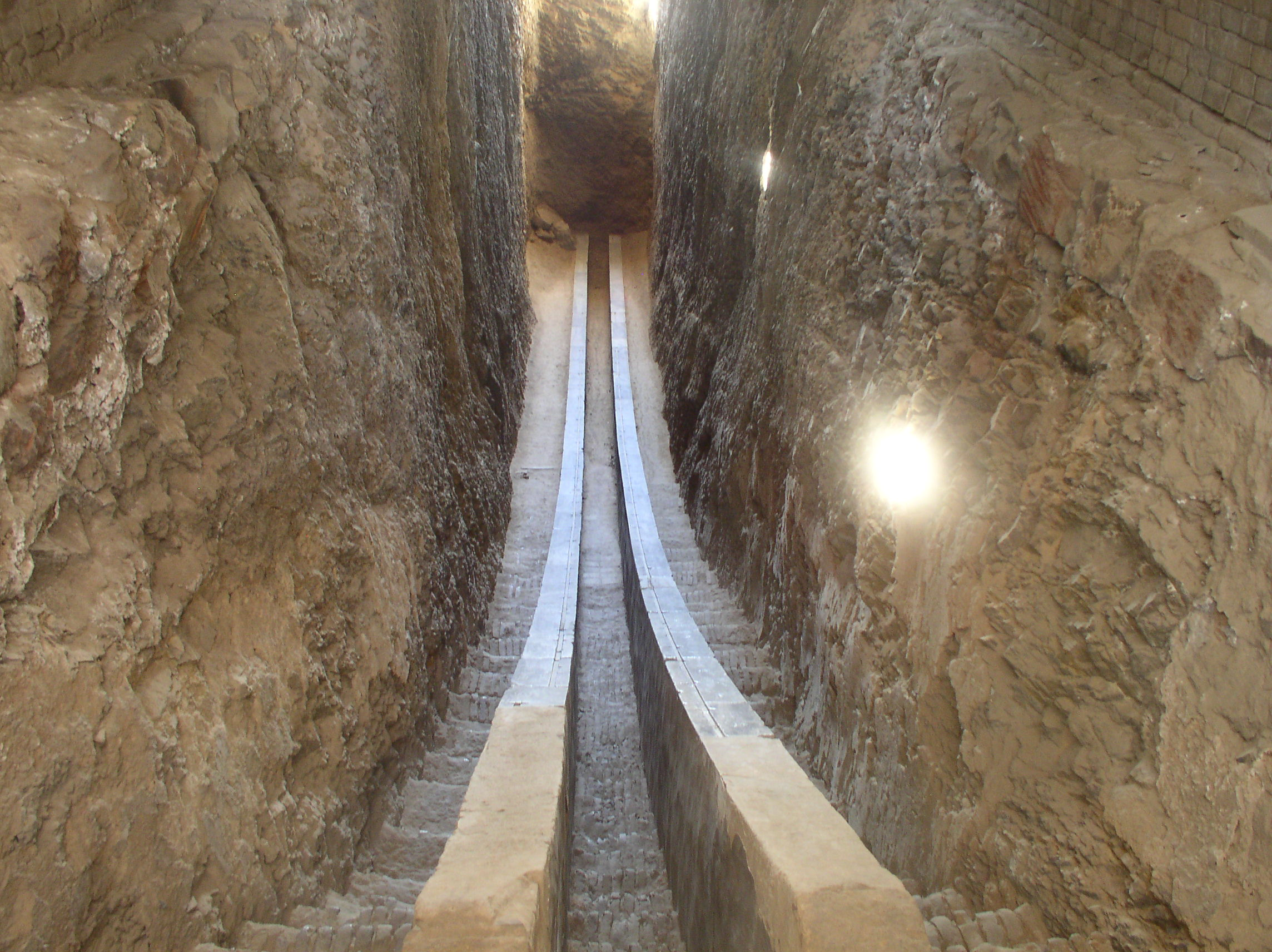
在，15世紀中亞烏茲別克建構在撒馬爾罕，烏魯伯格的牆六分儀。

- 994年，阿布·馬哈茂德·胡揚迪（英语：Abu Mahmud al-Khujandi）在伊朗雷伊建造的牆六分儀[4]。
- 烏魯伯格在撒馬爾罕建造了半徑為40米的「法赫里六分儀」[5]。如右圖所示，弧形結構精細，兩側都有樓梯，為進行量測的助手提供了通道。
- 第谷·布拉厄的牆象限儀。位在汶島（現在瑞典的文島）的烏拉尼堡（英语：Uraniborg）。
- 倫敦東部格林威治皇家天文台的牆象限儀。
- 位在亞歷山卓，托勒密的牆象限儀。這件儀器也被稱為「基座」[6]。
- 過時的星座象限儀座代表了一個牆象限儀。
- 德國曼海姆天文台（英语：Mannheim Observatory）的牆象限儀[7]。 這是約翰·伯德 (天文學家)（英语：John Bird (astronomer)）的另一架儀器。

## 外部連結
- 维基共享资源上的相關多媒體資源：牆儀